# محمد عبداللاوی
محمد عبداللاوی (عربی: محمد عبد اللاوي؛ زاده ۲۳ اکتبر ۱۹۸۵) یک بازیکن فوتبال اهل نروژ است که در پست مهاجم بازی می‌کرد.
از تیم‌هایی که در آن بازی کرده است می‌توان به باشگاه فوتبال اشتوتگارت و هانوفر اشاره کرد.